# Skyhook (kiến trúc)

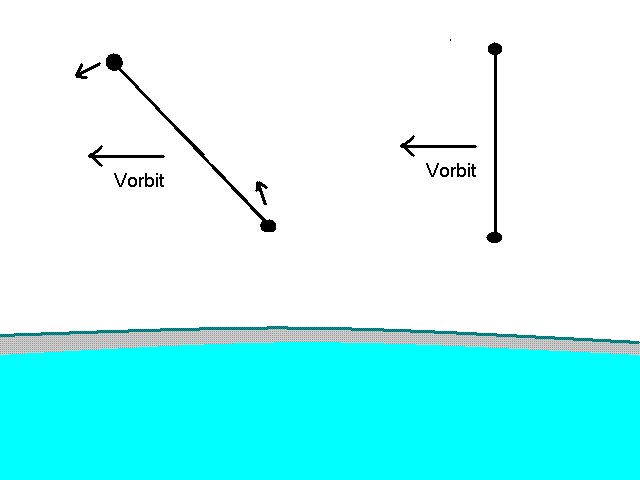
Làm thế nào một skyhook quay và không quay sẽ xuất hiện trên quỹ đạo

Skyhook là một dây buộc trao đổi động lượng được đề xuất nhằm mục đích giảm chi phí đặt tải trọng vào quỹ đạo Trái Đất thấp. Một trạm quỹ đạo nặng được kết nối với một dây cáp kéo dài xuống phía trên bầu khí quyển phía trên. Tải trọng, nhẹ hơn nhiều so với trạm, được nối vào đầu cáp khi nó đi qua, và sau đó được đưa vào quỹ đạo bằng cách xoay cáp quanh tâm khối lượng. Sau đó, trạm có thể được tăng cường trở lại độ cao ban đầu của nó bằng lực đẩy điện từ, lực đẩy tên lửa hoặc bằng cách khử hấp thụ một vật thể khác có cùng động năng như được chuyển đến trọng tải.
Một skyhook khác với thang máy không gian quỹ đạo địa tĩnh ở chỗ một skyhook sẽ ngắn hơn nhiều và sẽ không tiếp xúc với bề mặt Trái Đất. Một skyhook sẽ yêu cầu một phương tiện phóng phụ để đạt đến điểm thấp hơn, trong khi thang máy không gian thì không.

## Lịch sử
Các khái niệm và phiên bản skyhook không quay đồng bộ khác nhau đã được đề xuất, bắt đầu với Isaacs vào năm 1966, Artsutanov năm 1967, Pearson  và Colombo năm 1975, Kalaghan in 1978, và Braginski năm 1985. Các phiên bản có tiềm năng tốt nhất liên quan đến một dây buộc ngắn hơn nhiều trong quỹ đạo Trái Đất thấp quay trong mặt phẳng quỹ đạo của nó và đầu của nó lướt qua bầu khí quyển Trái Đất phía trên, với chuyển động quay tròn hủy bỏ chuyển động quỹ đạo ở mặt đất. Các phiên bản skyhook "xoay" này được Moravec đề xuất vào năm 1976, và Sarmont vào năm 1994.
Khi nhà khoa học người Ý Giuseppe Colombo đề xuất vào đầu những năm 1970 ý tưởng sử dụng dây buộc ổn định theo chiều dọc cho các vệ tinh quan sát Trái Đất hướng xuống dưới, NASA đã chính thức bắt đầu đánh giá vào năm 1979 các ứng dụng khoa học có thể có trong thời gian dài và liệu sự phát triển của dây buộc hệ thống đã được chứng minh. Điều này dẫn đến một hệ thống dây buộc dựa trên tàu con thoi: nhiệm vụ TSS-1R, ra mắt ngày 22 tháng 2 năm 1996 trên STS-75, tập trung vào việc mô tả hành vi buộc không gian cơ bản và vật lý plasma không gian.  Vệ tinh Ý được triển khai đến khoảng cách 19,7 km (12,2 mi)     từ tàu con thoi.
Một kỹ sư đã suy đoán vào năm 1994 rằng skyhook có thể có giá cạnh tranh với những gì thực tế được cho là có thể đạt được bằng cách sử dụng thang máy không gian.
Vào năm 2000 và 2001, Boeing Phantom Works, với sự tài trợ của Viện các khái niệm nâng cao của NASA, đã thực hiện một nghiên cứu chi tiết về tính khả thi thương mại và kỹ thuật của các thiết kế skyhook khác nhau. Họ đã nghiên cứu chi tiết một biến thể cụ thể của khái niệm này, được gọi là "Hệ thống khởi động quỹ đạo không gian Hypersonic" hay HASTOL. Thiết kế này kêu gọi một máy bay ramjet hoặc scramjet siêu âm để chặn một chiếc móc xoay trong khi bay ở Mach 10.
Mặc dù chưa có skyhook nào được chế tạo, nhưng đã có một số thí nghiệm bay khám phá các khía cạnh khác nhau của khái niệm dây buộc không gian nói chung.

## Các loại skyhooks

### Skyhook không quay

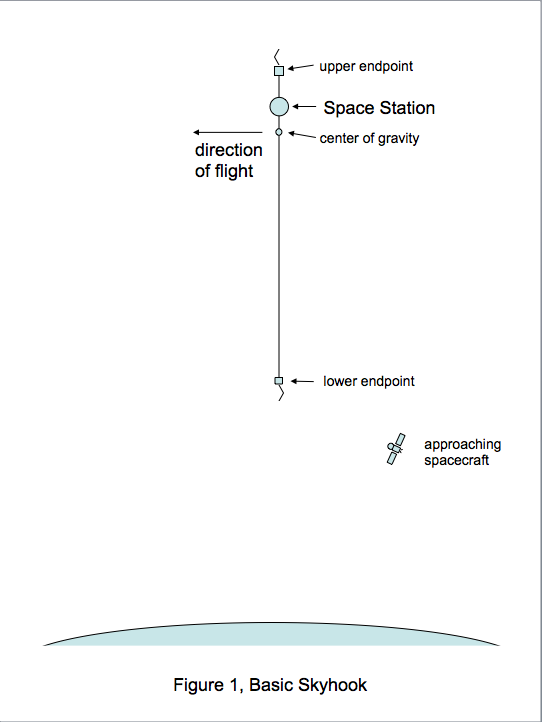
Skyhook không quay dài 200 km, theo đề xuất của E. Sarmont vào năm 1990

Một skyhook không quay là một dây buộc ổn định độ dốc dọc trọng lực có điểm cuối thấp hơn dường như treo trên bầu trời. Chính sự xuất hiện này đã dẫn đến việc áp dụng tên skyhook cho công trình.

### Skyhook xoay

Khái niệm xoay vòng. Nếu vận tốc quỹ đạo và tốc độ quay tether được đồng bộ hóa, đầu tether di chuyển theo đường cong cycloid. Ở điểm thấp nhất, nó đứng yên trong giây lát đối với mặt đất, nơi nó có thể 'móc' một trọng tải và đưa nó lên quỹ đạo.

Bằng cách xoay dây buộc quanh tâm khối lượng theo hướng ngược với chuyển động quỹ đạo, tốc độ của móc so với mặt đất có thể giảm. Điều này làm giảm độ bền cần thiết của dây buộc và giúp việc ghép dễ dàng hơn.
Vòng quay của dây buộc có thể được thực hiện để khớp chính xác với tốc độ quỹ đạo (khoảng 7 trận8   km / s). Trong cấu hình này, hook sẽ tìm ra một đường dẫn tương tự như cardioid. Từ quan điểm của mặt đất, cái móc sẽ xuất hiện gần như thẳng đứng, dừng lại, rồi lại trồi lên. Cấu hình này giảm thiểu lực cản khí động học, và do đó cho phép móc xuống sâu vào khí quyển. Tuy nhiên, theo nghiên cứu của HASTOL, một skyhook thuộc loại này trên quỹ đạo Trái Đất sẽ cần một đối trọng rất lớn, với khối lượng gấp 1000 lần 2000 lần khối lượng của tải trọng, và dây buộc sẽ phải được cuộn một cách cơ học sau khi thu thập từng cái tải trọng để duy trì đồng bộ hóa giữa vòng quay tether và quỹ đạo của nó.

Giai đoạn I của nghiên cứu Khởi động quỹ đạo không gian máy bay siêu tốc (HASTOL) của Boeing, xuất bản năm 2000, đề xuất 600   dây buộc dài hàng km, trên quỹ đạo xích đạo ở số 610 đũa700   Độ cao km, quay với tốc độ đầu 3,5   km / s. Điều này sẽ cung cấp cho tiền boa tốc độ mặt đất 3,6   km / s (Mach 10), sẽ được khớp với một máy bay siêu âm mang mô-đun tải trọng, với chuyển ở độ cao 100   km. Tether sẽ được làm bằng vật liệu thương mại hiện có: chủ yếu là Spectra 2000 (một loại polyetylen có trọng lượng phân tử cực cao), ngoại trừ 20 bên ngoài   km sẽ được làm bằng Zylon PBO chịu nhiệt. Với khối lượng tải trọng danh nghĩa là 14 tấn, tether Spectra / Zylon sẽ nặng 1300 tấn, gấp 90 lần khối lượng của trọng tải. Các tác giả đã nêu: 
 Thông điệp chính mà chúng tôi muốn để lại với Reader là: "Chúng tôi không cần các vật liệu ma thuật như 'Buckminster-Fuller-carbon-ống nano' để tạo cơ sở buộc không gian cho hệ thống HASTOL. Các vật liệu hiện có sẽ làm được. "  
 Giai đoạn thứ hai của nghiên cứu HASTOL, được xuất bản năm 2001, đã đề xuất tăng tốc độ đánh chặn không khí lên Mach 15 Quay17, và tăng độ cao đánh chặn lên 150 km, sẽ làm giảm khối lượng dây buộc cần thiết theo hệ số ba. Tốc độ cao hơn sẽ đạt được bằng cách sử dụng giai đoạn tên lửa có thể tái sử dụng thay vì máy bay hoàn toàn bằng không khí. Nghiên cứu kết luận rằng mặc dù không có "điểm dừng kỹ thuật cơ bản", nhưng cần cải thiện đáng kể công nghệ. Cụ thể, đã có lo ngại rằng một tether Spectra 2000 trần sẽ bị xói mòn nhanh chóng bởi oxy nguyên tử; thành phần này đã được đưa ra mức độ sẵn sàng về công nghệ là 2.